# Aratan
Aratan is een figuur uit de werken van de Engelse schrijver J.R.R. Tolkien.
Hij was de tweede oudste zoon van Isildur, zoon van Elendil.  Aratan had nog drie broers, waarvan één ouder was dan hij: Elendur.  Zijn andere twee broers waren Ciryon en Valandil.  Ongelukkigerwijs werd Aratan samen met zijn vader, Ciryon en Valandil gedood bij de ramp aan de Irisvelden.